# کویتمن (میسیسیپی)
کویتمن (به انگلیسی: Quitman) شهری در ایالت میسیسیپی کشور ایالات متحده آمریکا است که جمعیت آن در سرشماری سال ۲۰۱۰ میلادی، ۲٬۳۲۳
نفر بوده‌است.